# Vânătorul Gracchus
„Vânătorul Gracchus” (în germană Der Jäger Gracchus) este o povestire fragmentară scrisă de Franz Kafka în prima jumătate a anului 1917 și publicată postum de Max Brod în volumul Beim Bau der Chinesischen Mauer (1931). Ea relatează povestea unui om mort de multă vreme, destinat să rătăcească veșnic și fără nici un scop pe apele mărilor lumii, neputând să-și găsească nicăieri odihna, deoarece ambarcațiunea care trebuia să-l ducă în lumea de dincolo a fost deviată din drum în mod misterios.
Există câteva fragmente ale acestei povestiri în caietele de creație și în jurnalul lui Kafka, care au fost publicate separat sau împreună. Ea este una dintre singurele scrieri ale lui Kafka în care sunt menționate numele unor repere geografice reale: orașul-port Riva (în care autorul și-a petrecut de câteva ori vacanța) și Munții Pădurea Neagră din Germania.

## Rezumat
O barcă plutind lin deasupra apei ajunge într-o zi în portul orașului sudic Riva. De-acolo este scoasă o targă, pe care pare că zace nemișcat un bărbat acoperit cu un șal mare de mătase, și dusă într-o cameră dintr-o casă cu două etaje, aparent o școală sau un internat pentru băieți. Salvatore, primarul din Riva, căruia un porumbel mare cât un cocoș îi anunțase în noaptea anterioară sosirea defunctului, sosește acolo și intră în camera în care zăcea bărbatul.
Omul de pe targă deschide ochii și îi spune că este defunctul vânător Gracchus, care s-a prăbușit fatal de pe o stâncă în Munții Pădurea Neagră din Germania, în timp ce urmărea o capră neagră cu 1500 de ani înaintea evenimentelor relatate în această povestire. El nu putea, cu toate acestea, să ajungă în tărâmul morților, fiind prins între lumea celor vii și lumea celor morți. Luntrea sa funerară a greșit direcția, probabil din cauza neatenției barcagiului, luând-o pe un alt drum. Vânătorul Gracchus ar fi fost fericit să ajungă pe lumea cealaltă, dar el este nevoit să cutreiere veșnic și fără nici un scop apele mărilor lumii. Stând culcat pe un pat în cabina lui, acoperit cu un șal femeiesc, el privește mereu un tablou enigmatic cu un boșiman înarmat care pare să-l țintească cu o suliță. Primarul îl întreabă cine era vinovat pentru această situație și, de asemenea, dacă vânătorul intenționa să rămână în Riva. Gracchus îi răspunde vag prin ultima sa propoziție: „barca mea n-are cârmă, e purtată de vântul care bate în regiunile cele mai de jos ale morții”.
Fragmentul suplimentar scris în aprilie 1917 este încă și mai enigmatic și prezintă o conversație între Gracchus și un narator nenumit. Naratorul îl presează pe Gracchus să răspundă la întrebări care să-l ajute să-i înțeleagă destinul, dar fostul vânător susține că știe doar că este „mort, mort, mort” și că nu are nici o idee de ce se află acolo. Nu există nici un răspuns cu privire la cauza încurcării drumului către tărâmul morții.

## Scriere și publicare

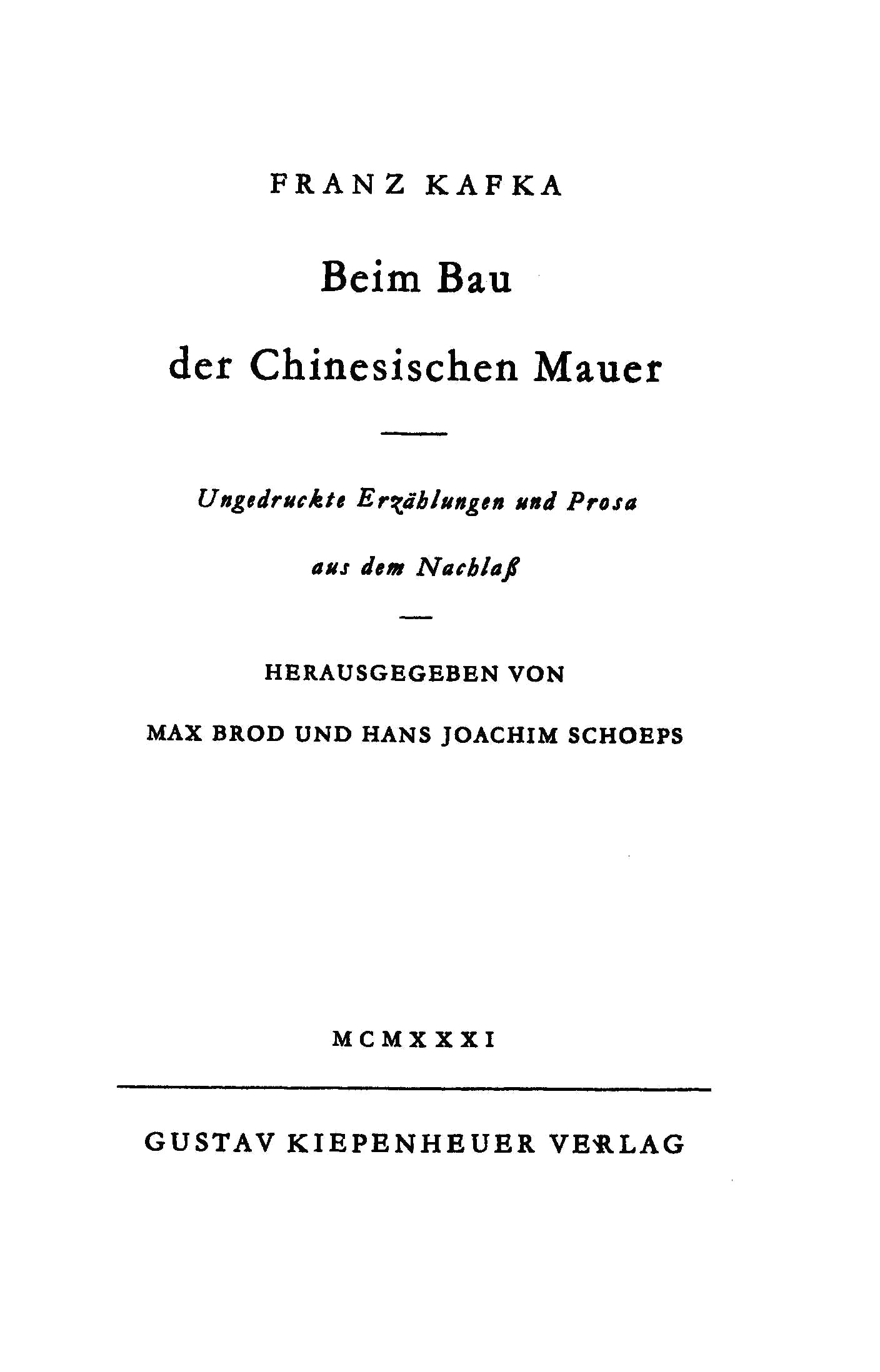
Prima pagină a volumului Beim Bau der Chinesischen Mauer (Gustav Kiepenheuer Verlag, Berlin, 1931).

„Vânătorul Gracchus” este una dintre puținele scrieri ale lui Kafka în care sunt menționate numele unor repere geografice reale: orașul-port Riva și Pădurea Neagră. Franz Kafka călătorise în septembrie 1909 și septembrie 1913 în Italia, împreună cu frații Max și Otto Brod, efectuându-și vacanța în localitatea Riva de pe malul lacului Garda, care i-a servit ca model pentru localitatea idilică în care se petrece acțiunea acestei povestiri.
Povestirea „Vânătorul Gracchus” a fost scrisă în perioada decembrie 1916 – aprilie 1917, care poate fi considerată deosebit de productivă sub aspect literar, deoarece au fost scrise atunci multe alte povestiri. Un fragment manuscris se află în caietul B al Oktavhefte, un altul este inclus în jurnalul (Tagebücher) lui Kafka, iar un al treilea a fost găsit în caietul D al Oktavhefte din aprilie 1917. Într-o notă de jurnal datată 6 aprilie 1917 Kafka a compus un mic fragment adițional al povestirii în care a descris ambarcațiunea ciudată care-l transporta pe vânătorul Gracchus în termeni asemănători cu cei din opera Olandezul zburător a lui Richard Wagner. Povestirea este fragmentară, nefiind definitivată în ciuda numeroaselor încercări ale autorului realizate în perioada martie-aprilie 1917.
Prietenul autorului, Max Brod, a publicat postum primul fragment în volumul Beim Bau der Chinesischen Mauer tipărit în 1931 de Gustav Kiepenheuer Verlag din Berlin (pp. 43–50), alături de alte 20 de povestiri și de o postfață („Nachwort”). Primele două fragmente (cel din caietul B și cel din jurnal) au fost unite și publicate ulterior într-un text unitar în volumul 5 al ediției de „Gesammelte Schriften” (Scrieri alese) îngrijită de Max Brod, ce a purtat titlul Beschreibung eines Kampfes: Novellen, Skizzen, Aphorismen aus dem Nachlaß (H. Mercy Sohn, Praga, 1936). În cea de-a doua ediție a acestui volum, publicată în 1946 sub același titlu, Brod a inclus și fragmentul din caietul D pe care l-a intitulat „Der Jäger Gracchus: Ein Fragment”.

## Analiza textului
Narațiunea începe cu descrierea armonioasă a unui oraș sudic. Dar deja, încă din primul paragraf, textul dobândește un fior amenințător. O barcă plutește purtată de ape până în port, conținând o targă pe care zace, după toate aparențele, un bărbat (asociere cu bine-cunoscutul poem „Childe Harold” al lui Heine, care începe cu versul „Eine starke, schwarze Barke...”).
Cele nouă propoziții ale primului paragraf formează o imagine precisă; ele sunt imagini închise care se încadrează într-o serie fără o structură narativă clară. Fiecare propoziție este de sine stătătoare. Este creat un context panoramic care combină părțile componente individuale într-un întreg prin metoda stereoscopică.
Povestirea „Vânătorul Gracchus” conține asemănări cu singura încercare dramatică a lui Kafka, piesa Der Gruftwächter (1916-1917), în ambele fiind vorba despre interferența morților în lumea celor vii. Vânătorul care a murit cu câteva secole în urmă în Munții Pădurea Neagră a devenit un strigoi prin ratarea de către luntrea sa funerară a drumului către tărâmul morții, el fiind nevoit să cutreiere veșnic toate țările lumii, fără a-și găsi un loc stabil. „Rămân veșnic pe scara cea mare care urcă într-acolo, [...] pe nesfârșita, pe vasta scară de onoare care urcă într-acolo. Bat mereu treptele acestei nesfârșite, acestei vaste scări de onoare, urc, cobor, o iau la dreapta, o iau la stânga, nu stau o clipă locului. [...] Dar în clipa când îmi iau vânt și văd chiar strălucind colo, sus, poarta, mă trezesc iar în barca împotmolită fără rost pe cine știe ce apă terestră”, se lamentează Gracchus.

## Interpretări

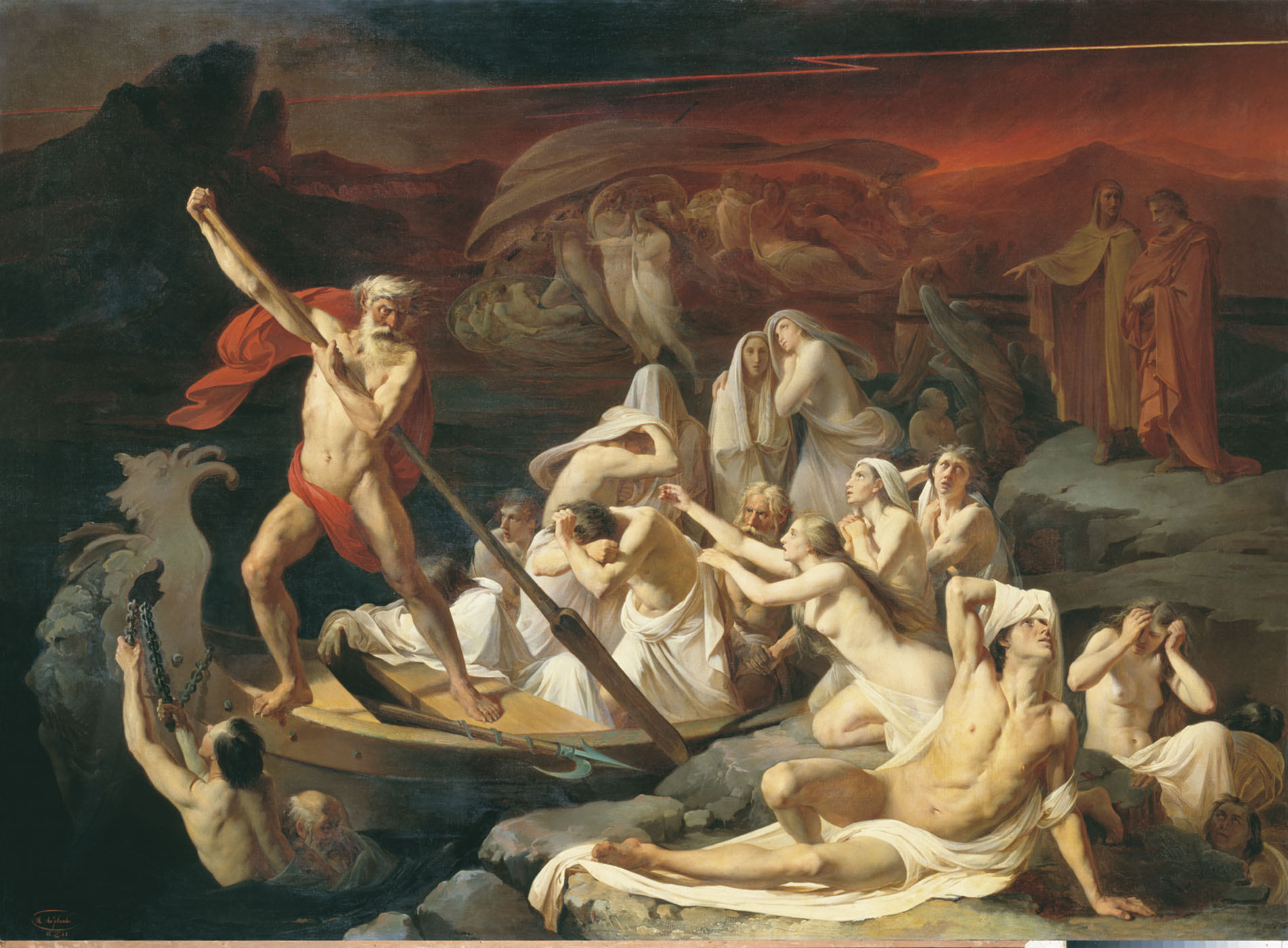
Moartea a fost deseori reprezentată în artă ca o călătorie cu barca. În această pictură a lui Aleksandr Litovcenko, luntrașul Charon transportă sufletele decedaților peste râul Styx.

Narațiunea se caracterizează prin descrierea până la sfârșit a stării chinuitoare de tranziție a vânătorului, care este prins într-un curent al vieții eterne. Autorul exprimă aici ideea că sufletul continuă să existe după moarte, iar transmigrația este imaginată ca o călătorie cu barca. Vânătorul Gracchus nu este nici viu și nici mort, ci un suflet rătăcit între viață și moarte. La fel ca în romanul Procesul, povestirea „Vânătorul Gracchus” prezintă un individ înstrăinat și confuz, captiv într-un labirint din care pare că nu poate ieși; numele primarului, Salvatore, poate sugera speranța salvării lui Gracchus, dar această speranță nu se concretizează la sfârșit. Fostul vânător îl acuză inițial pe luntraș pentru soarta sa, spunând că s-ar fi abătut de la drum din cauza neatenției, pentru a-l dezvinovăți în final atunci când susține că barca nu are cârmă și navighează dusă de vântul din adâncurile morții.
Spre deosebire însă de mișcarea greoaie a majorității personajelor lui Kafka, deplasarea vânătorului Gracchus se desfășoară cu rapiditate tocmai pentru că nu are niciun sens. Personajul s-a „transformat” astfel, potrivit propriei afirmații, într-un fluture care efectuează o mișcare circulară eternă într-un univers atemporal. Drumul său devine liber, lipsit de obstacole, tocmai pentru că nu duce nicăieri.
O relație între numele vânătorului Gracchus și personalitățile istoriei romane (consuli și tribuni ai plebei) nu este evidentă. Semnificația numelui latin („cel plin de har”) este aplicată aici unei persoane căreia i se refuză în mod expres harul morții așteptate. Mult mai probabil Kafka a dorit să facă aluzie la gracchio, cuvântul italian pentru stăncuță (în cehă: Kavka = stăncuță), astfel încât să-și identifice propria persoană cu vânătorul din povestire. Personajul Gracchus suferă o soartă asemănătoare cu cea a multor protagoniști kafkieni: blestemul de a fi surghiunit într-o loc aflat între două lumi, fiind aici suspendat etern între viață și moarte. Criticul german Wilhelm Emrich consideră această identificare ca fiind cheia interpretării întregii opere a lui Kafka.
Reminiscența istoriei este secundară, dar nu neintenționată, din moment ce referirile la istorie și la mitologie se înmulțesc în proza lui Kafka în următorii ani. Astfel, se face referire la epoca lui Alexandru Macedon în povestirea „Der neue Advokat”, realizându-se depășirea timpului printr-o combinație poetică de ficțiune și viață.
Povestirea „Vânătorul Gracchus” este, în opinia eseistului Ioan Petru Culianu, singura scriere kafkiană ce prezintă o viziune gnostică asupra lumii. În descrierea sorții lui Gracchus sunt folosite mituri vechi, dar cu semnificație modificată și cu o reprezentare deghizată:
- Gracchus – vânătorul sălbatic Orion; evreul rătăcitor Ahașveroș (ca urmare a întrebării primarului cu privire la vinovăție);[25]
- barcagiul – luntrașul Charon;
- porumbelul – simbol al Duhului Sfânt;
- boșimanul – figura simbolică a voinței de a ucide;
- capra neagră – ademenirea feminină.

## Aprecieri critice
Criticii literari care au analizat recent povestirea îl consideră pe vânătorul Gracchus ca un simbol al textului kafkian, cifrat și greu de înțeles, dar adesea interpretat, după cum scrie însuși autorul lui: „Nimeni n-are să citească ce scriu aici, nimeni n-are să-mi vină în ajutor; [...]. Asta-i o chestie cu socoteală, fiindcă în felul acesta nimeni nu știe de mine și chiar dacă cineva ar afla despre mine, n-ar ști unde mă aflu și, chiar dacă ar ști, nu s-ar pricepe să mă oprească, nu s-ar pricepe să mă ajute. Dorința de a-mi veni în ajutor e o boală pentru care omul trebuie să stea la pat și să se trateze.” Această afirmație este o intruziune a autorului în text, în care Kafka își exprimă lipsa lui de speranță ca scriitor, o „metaforă a senzației de non-existență” literară.
„Vânătorul Gracchus” poate reprezenta, în opinia cercetătorului german Peter-André Alt de la Universitatea Liberă din Berlin, o trimitere la activitatea literară a lui Kafka, marcată de frământări și de blocaje: autorul s-a străduit aproape întotdeauna să-și completeze și să-și finalizeze scrierile, însă a eșuat de cele mai multe ori. El se afla literalmente în rolul lui Gracchus, care nu putea să-și găsească sfârșitul pe care și-l dorea atât de mult. Neputința vânătorului de a găsi drumul către tărâmul dorit și de a-și afla astfel odihna simbolizează, potrivit profesorului de filozofie Wiebrecht Ries de la Universitatea Gottfried Wilhelm Leibniz din Hanovra, dezorientarea autorului, evidențiată prin lipsa cauzalității acțiunii, prin precizarea vagă a spațiului în care se petrece acțiunea și prin deformarea motivelor tradiționale clasice.
„Ceea ce rămâne în memoria noastră este începutul unei povești de o frumusețe aproape dureroasă, o scenă tăcută, mortală, petrecută în mod explicit în Riva și totuși nicăieri, fragmentul unui film mut sau chiar mai mult: un film a cărui coloană sonoră este goală, dar al cărui zgomot ușor trezește așteptarea monștrilor”, considera istoricul literar german Reiner Stach, autor al unei biografii masive în trei volume a lui Franz Kafka.

## Traduceri
Povestirea „Vânătorul Gracchus” a fost tradusă în mai multe limbi străine. Prima traducere în limba engleză a fost realizată de soții Edwin și Willa Muir și publicată în 1933 în volumul The Great Wall of China and Other Pieces, editat la Londra de Martin Secker (reeditat în 1946 de editura Secker and Warburg din Londra) și apoi în SUA în volumul de povestiri The Great Wall of China. Stories and Reflections, tipărit în 1946 de editura Schocken Books din New York în 1946. Povestirea și fragmentul au apărut ambele în volumul The Complete Stories of Franz Kafka, editat în 1971 de editura Schoken Books din New York.
În decursul timpului povestirea a fost tradusă și în alte limbi străine:
- franceză („Le Chasseur Gracchus”, Éditions GLM (Guy Lévis Mano), Paris, 1939; traducere de Henri Parisot; o altă traducere a fost realizată de Jean Carrive și publicată ca fragment în 1945 în revista L'Arbalète, p. 97.),[34]
- spaniolă („El cazador Gracchus”, în revista Buenos Aires literaria, anul I (octombrie 1952), nr. 1, pp. 27–34; traducere de Oscar Uboldi),[35]
- portugheză („O caçador Gracchus”, în vol. Os melhores contos fantásticos, Arcádia, Lisabona, 1959, pp. 55–62; traducere de Eurico da Costa),[35]
- persană („Grakuse shekārchī”, în vol. Maskh va grakuse shekārchī, Amīr Kabīr, Teheran, 1959; traducere de Sādeq Hedāyat și Hasan Qā'emiyān; traducerea a fost reeditată în 1977 în vol. Maskh. Grakuse shekārchī, publicat de editura Intisharat-i Javidan din Teheran),[36]
- slovacă („Polovník Gracchus”, în revista Slovenské pohl'ady, anul LXXIX, iulie 1963, nr. 7, pp. 107–110; traducere de Perla Bžochová),[37]
- chineză („Lieren Gelakusi”, în vol. Yicong, Guangzhou, 1981, nr. 3; traducere de Yinqi Wang; o altă traducere a fost realizată de Zuqi Dong și publicată în 1983 în revista Dangdai waiguo wenxue, Nanjing, anul I.),[35]
- lituaniană („Medžiotojas Grakchus”, în revista Šiaurės Atėnai, Vilnius, nr. 4, p. 7; traducere de Teodoras Četrauskas),[35]
- japoneză („Ryōshi gurahhosu”, în vol. Kafuka Kessaku Tanpenshū [カフカ傑作短篇集], Fukutake Shoten, Tokyo, 1988; traducere de Hasegawa Shirō),[38]
- rusă („Ohotnik Grakh”, în vol. Zamok. Roman, rasskazî, pritci, RIF, Moscova, 1991; traducere de Natalia Kasatkina;[39] o altă traducere a fost efectuată de Gherbert Notkin și publicată în 2001 în vol. Malaia proza. Drama, tipărit de editura Amfora din Sankt Petersburg),
- ucraineană („Mîslîveț Grakh”, în vol. Peretvorennea, Piramida, Liov, 2005; traducere de Ivan Koșeliveț; traducerea a fost reeditată în 2017 de editura Znannea din Kiev)[40] etc.

Prima traducere în limba română a povestirii a fost realizată de Dumitru Țepeneag și publicată în 1966 în revista Ramuri din Craiova (anul III, nr. 12 (29), 15 noiembrie 1966, p. 23). În anii următori au mai apărut alte două traduceri: o traducere efectuată de Iulia Soare a fost publicată în 1968 în antologia Amurgul imperiului. Proza austriacă modernă. Vol. I (pp. 413–419), tipărită de Editura pentru Literatură din București, în colecția „Biblioteca pentru toți”, nr. 443, și o altă traducere efectuată de Carmen Pucheanu a fost publicată în anul 1987 în antologia de proză fantastică Trenul de noapte (pp. 208–212), tipărită de Editura ASTRA din Brașov.

## Referiri în alte cărți
Povestirea este parafrazată în romanul Vertigo (1990) al lui W. G. Sebald, fiind rescrisă și narată din mai multe puncte de vedere în capitolul „Dr. K.s Badereise nach Riva”, precum și în cartea Le Détrônement de la mort: Journal du chapitre Los (2014) a lui Hélène Cixous.

## Adaptare
Povestirea „Vânătorul Gracchus” a fost adaptată, alături de alte scrieri ale lui Kafka, într-un spectacol de operă intitulat Der Jäger Gracchus, ce a fost reprezentat în premieră mondială de grupul „Oper unterwegs” pe 27 iunie 2010 la Viena, în regia Helgăi Utz. Piesele muzicale ale spectacolului au fost compuse de Olga Neuwirth.

## Legături externe
- Lucrări referitoare la Vânătorul Gracchus aflate la Wikisursă
- de Textul povestirii
- de O interpretare a povestirii
- de Theaterbearbeitung der Oper-Unterwegs